# Селегій Михайло Максимович
Михайло Максимович Селегій (27 лютого 1897 — †?) — підполковник Армії УНР.
Народився у м. Охтирка. Останнє звання у російській армії — поручик.
На службі в Дієвій армії УНР з 1919 р. У 1920–1922 рр. — старшина 20-го куреня 3-ї Залізної дивізії Армії УНР.
1923 року у видавництві «Веселка» у Каліші вийшла спільна збірка поезій М. Селегія, Є. Маланюка й М. Осики.
У 1923 повернувся в Україну хворий на сухоти і в 1924 помер. Про це згадує М.Островерха  в книзі "Гомін здалека".